# Gastón Sauro
Gastón Sauro (Rosario, 23 februari 1990) is een Argentijns voetballer die bij voorkeur als centrale verdediger speelt. Hij verruilde in 2012 CA Boca Juniors voor FC Basel.

## Clubcarrière
Sauro komt uit de jeugdopleiding van Boca Juniors. Hij debuteerde gedurende het seizoen 2008/09 in de Argentijnse Primera División. Op 6 juli 2012 werd bekend dat Sauro een vierjarig contract heeft getekend bij het Zwitserse FC Basel. Elf dagen later debuteerde hij voor zijn nieuwe club in de voorronde van de Champions League tegen het Estische Flora Tallinn. Op 28 juli 2012 debuteerde hij in de Zwitserse Super League tegen Grasshopper Club Zürich. Twee maanden later scoorde hij zijn eerste doelpunt voor FC Basel in de competitiewedstrijd tegen FC Sion.
1 Hitz ·
3 Vouilloz ·
4 Comas ·
6 Dräger ·
7 Kololli ·
8 Baró ·
9 Carlos ·
10 Shaqiri ·
11 Traoré ·
13 Salvi ·
14 Fink ·
18 Essiam ·
19 Šotiček ·
21 Sigua ·
22 Leroy ·
25 Van Breemen ·
26 Barišić ·
27 Rüegg ·
28 Vogel ·
29 Cissé ·
30 Kade ·
31 Schmid  ·
32 Adjetey ·
34 Xhaka ·
35 Beney ·
37 Avdullahu ·
39 Zé ·
43 Akahomen ·
Coach: Celestini
· Assistent-coach: Callà
· Assistent-coach: Rueda